# Rik Moorman
Rikard "Rik" Moorman (nascido em 3 de agosto de 1961) é um ex-ciclista holandês que participava em competições de ciclismo de pista.
Representou os Países Baixos durante os Jogos Olímpicos de Verão de 1984 em Los Angeles, onde participou na perseguição por equipes de 4 km, terminando na décima posição.